# چشم‌بشکه‌ای معمولی
چشم‌بشکه‌ای معمولی (نام علمی: Opisthoproctus soleatus) نام یک گونه از سرده سرین‌پشت است.